# Frank-Peter Roetsch
Frank-Peter Roetsch (ur. 19 kwietnia 1964 w Güstrow) – niemiecki biathlonista reprezentujący też barwy NRD, trzykrotny medalista olimpijski, wielokrotny medalista mistrzostw świata oraz trzykrotny zdobywca Pucharu Świata.

## Kariera
Karierę sportowca rozpoczął od kombinacji norweskiej. Pierwsze sukcesy osiągnął w 1981 roku, zdobywając srebrny medal w biegu indywidualnym i złoty w sztafecie podczas mistrzostw świata juniorów w Lahti. Na rozgrywanych rok później mistrzostwach świata juniorów w Mińsku ponownie zwyciężył w sztafecie, a w sprincie był drugi.
W Pucharze Świata zadebiutował 28 stycznia 1983 roku w Ruhpolding, zajmując czwarte miejsce w sprincie. Dwa tygodnie później, 11 lutego 1983 roku w Anterselvie po raz pierwszy stanął na podium, kończąc sprint na trzeciej pozycji. Wyprzedzili go tam jedynie Algimantas Šalna z ZSRR i Peter Angerer z RFN. W kolejnych startach jeszcze 36 razy stawał na podium, odnosząc przy tym piętnaście zwycięstw. Czterokrotnie triumfował w biegu indywidualnym: 24 stycznia 1985 i 15 stycznia 1987 roku w Anterselvie, 12 lutego 1987 roku w Lake Placid oraz 20 lutego 1988 roku w Calgary, a jedenaście razy był najlepszy w sprincie: 10 marca 1983 roku w Oslo, 3 marca 1984 o 19 stycznia 1985 roku w Oberhofie, 16 lutego 1985 roku w Ruhpolding, 3 marca 1985 roku w Lahti, 9 marca 1985 roku w Oslo, 14 lutego 1987 roku w Lake Placid, 14 marca 1987 roku w Lillehammer, 21 stycznia 1988 roku w Anterselvie, 23 lutego 1988 roku w Calgary, 12 marca 1988 roku w Oslo i 28 stycznia 1989 roku w Ruhpolding. Ostatnie podium w zawodach tego cyklu wywalczył 13 grudnia 1989 roku w Les Saisies, zajmując trzecie miejsce w biegu indywidualnym. Najlepsze wyniki osiągał w sezonach 1983/1984, 1984/1985 i 1986/1987, kiedy zwyciężał w klasyfikacji generalnej.
W 1983 roku wystąpił na mistrzostwach świata w Anterselvie, gdzie zajął drugie miejsce w biegu indywidualnym. Rozdzielił tam na podium swego rodaka - Franka Ullricha i Petera Angerera z RFN. Wspólnie z kolegami z reprezentacji zajął też drugie miejsce w sztafecie, a w sprincie był czwarty. Walkę o podium przegrał tam z Austriakiem Alfredem Ederem. Srebro w biegu indywidualnym zdobył też podczas rozgrywanych rok później igrzysk olimpijskich w Sarajewie, plasując się za Angererem, a przed Eirikiem Kvalfossem z Norwegii. Był tam też siódmy w sprincie i czwarty w sztafecie.
Z mistrzostw świata w Ruhpolding w 1985 roku wrócił z trzema medalami. Najpierw ponownie zajął drugie miejsce w biegu indywidualnym, rozdzielając Jurija Kaszkarowa z ZSRR i Tapio Piiponena z Finlandii. Następnie zdobył swój pierwszy tytuł mistrzowski wygrywając w sprincie, a na zakończenie zajął drugie miejsce w sztafecie. Kolejne trzy medale zdobył na mistrzostwach świata w Lake Placid w 1987 roku. Zwyciężył w sprincie i biegu indywidualnym, a razem z Jürgenem Wirthem, Matthiasem Jacobem i André Sehmischem był też najlepszy w sztafecie. W międzyczasie zdobył też trzeci srebrny medal w sztafecie, na mistrzostwach świata w Oslo rok wcześniej.
Na igrzyskach olimpijskich w Calgary w 1988 roku zwyciężył w obu konkurencjach indywidualnych, zostając pierwszym biathlonistą w historii, który tego dokonał. Na tej samej imprezie sztafeta NRD zajęła piąte miejsce. Ostatni medal wywalczył podczas mistrzostw świata w Feistritz w 1989 roku, razem z Frankiem Luckiem, André Sehmischem i Birkiem Andersem zwyciężając w sztafecie. Brał też udział w igrzyskach olimpijskich w Albertville w 1992 roku, ale nie zdobył medalu. W biegu indywidualnym zajął dopiero 53. miejsce, w sprincie był dziewiąty, a w sztafecie nie wystąpił. Poza tym dwukrotnie wygrywał rywalizację w sprincie na Holmenkollen ski festival (1985 i 1988).
Po zakończeniu kariery pracował między innymi jako komentator dla stacji Eurosport.

## Osiągnięcia

### Igrzyska olimpijskie
| Rok  | Miejscowość | Konkurencje | Konkurencje | Konkurencje | Konkurencje | Konkurencje | Konkurencje | Konkurencje |
| Rok  | Miejscowość | IN          | SP          | PU          | MS          | RL          | MR          | SR          |
| ---- | ----------- | ----------- | ----------- | ----------- | ----------- | ----------- | ----------- | ----------- |
| 1984 | Sarajewo    | 2.          | 7.          | nd.         | nd.         | 4.          | nd.         | –           |
| 1988 | Calgary     | 1.          | 1.          | nd.         | nd.         | 5.          | nd.         | –           |
| 1992 | Albertville | 53.         | 9.          | nd.         | nd.         | –           | nd.         | –           |

### Mistrzostwa świata
| Rok  | Miejscowość | Konkurencje | Konkurencje | Konkurencje | Konkurencje | Konkurencje | Konkurencje | Konkurencje |
| Rok  | Miejscowość | IN          | SP          | PU          | MS          | RL          | MR          | SR          |
| ---- | ----------- | ----------- | ----------- | ----------- | ----------- | ----------- | ----------- | ----------- |
| 1983 | Anterselva  | 2.          | 4.          | nd.         | nd.         | 2.          | nd.         | –           |
| 1985 | Ruhpolding  | 2.          | 1.          | nd.         | nd.         | 2.          | nd.         | –           |
| 1986 | Oslo        | 23.         | 8.          | nd.         | nd.         | 2.          | nd.         | –           |
| 1987 | Lake Placid | 1.          | 1.          | nd.         | nd.         | 1.          | nd.         | –           |
| 1989 | Feistritz   | 8.          | 5.          | nd.         | nd.         | 1.          | nd.         | –           |
| 1991 | Lahti       | 7.          | –           | nd.         | nd.         | –           | nd.         | –           |

### Puchar Świata

#### Miejsca w klasyfikacji generalnej
| Sezon     | Miejsce |
| --------- | ------- |
| 1982/1983 | 4.      |
| 1983/1984 | 1.      |
| 1984/1985 | 1.      |
| 1985/1986 | 12.     |
| 1986/1987 | 1.      |
| 1987/1988 | 8.      |
| 1988/1989 | 7.      |
| 1989/1990 | 40.     |
| 1990/1991 | 27.     |
| 1991/1992 | 25.     |

#### Miejsca na podium chronologicznie
| Lp. | Dzień       | Rok  | Miejscowość  | Konkurencja                | Lokata | Pudła   | Czas biegu | Strata  | Zwycięzca         |
| --- | ----------- | ---- | ------------ | -------------------------- | ------ | ------- | ---------- | ------- | ----------------- |
| 1.  | 11 lutego   | 1983 | Anterselva   | Sprint na 10 km            | 3.     | 0+1     | 32:18,9    | +33,1   | Algimantas Šalna  |
| 2.  | 23 lutego   | 1983 | Anterselva   | Bieg indywidualny na 20 km | 2.     | 1+0+0+0 | 1:05:00,9  | +16,9   | Frank Ullrich     |
| 3.  | 10 marca    | 1983 | Oslo         | Sprint na 10 km            | 1.     | 0+0     | 31:27,8    | –       | –                 |
| 4.  | 12 stycznia | 1984 | Pontresina   | Bieg indywidualny na 20 km | 2.     | 3       | 1:02:05,0  | +1:08,7 | Fritz Fischer     |
| 5.  | 14 stycznia | 1984 | Pontresina   | Sprint na 10 km            | 2.     | 2+1     | 29:29,4    | +34,9   | Eirik Kvalfoss    |
| 6.  | 21 stycznia | 1984 | Ruhpolding   | Sprint na 10 km            | 3.     | 2+0     | 30:19,5    | +4,0    | Peter Angerer     |
| 7.  | 11 lutego   | 1984 | Sarajewo     | Bieg indywidualny na 20 km | 2.     | 0+0+2+1 | 1:11:52,7  | +1:28,7 | Peter Angerer     |
| 8.  | 1 marca     | 1984 | Oberhof      | Bieg indywidualny na 20 km | 2.     | 0+0+1+0 | 1:05:26,5  | +18,1   | Jurij Kaszkarow   |
| 9.  | 3 marca     | 1984 | Oberhof      | Sprint na 10 km            | 1.     | 1+0     | 30:50,6    | –       | –                 |
| 10. | 8 marca     | 1984 | Oslo         | Sprint na 10 km            | 3.     | 0+1     | 32:00,0    | +18,3   | Eirik Kvalfoss    |
| 11. | 17 stycznia | 1985 | Oberhof      | Bieg indywidualny na 20 km | 2.     | 1+1+1+1 | 1:07:30,3  | +1:23,9 | Peter Angerer     |
| 12. | 19 stycznia | 1985 | Oberhof      | Sprint na 10 km            | 1.     | 0+1     | 28:50,8    | –       | –                 |
| 13. | 24 stycznia | 1985 | Anterselva   | Bieg indywidualny na 20 km | 1.     | 0+0+2+2 | 1:11:39,4  | –       | –                 |
| 14. | 14 lutego   | 1985 | Ruhpolding   | Bieg indywidualny na 20 km | 2.     | 0+1+0+1 | 57:30,3    | +1:48,3 | Jurij Kaszkarow   |
| 15. | 16 lutego   | 1985 | Ruhpolding   | Sprint na 10 km            | 1.     | 0+1     | 30:25,2    | –       | –                 |
| 16. | 1 marca     | 1985 | Lahti        | Bieg indywidualny na 20 km | 2.     | 0+1+0+0 | 1:18:16,9  | +30,4   | Siergiej Antonow  |
| 17. | 3 marca     | 1985 | Lahti        | Sprint na 10 km            | 1.     | 0+1     | 34:32,2    | –       | –                 |
| 18. | 7 marca     | 1985 | Oslo         | Bieg indywidualny na 20 km | 3.     | 0+0+0+1 | 57:35,5    | +1:45,7 | Peter Angerer     |
| 19. | 9 marca     | 1985 | Oslo         | Sprint na 10 km            | 1.     | 0+1     | 29:51,4    | –       | –                 |
| 20. | 25 stycznia | 1986 | Feistritz    | Sprint na 10 km            | 3.     | 0+1     | 25:56,8    | +39,3   | Andriej Niepiein  |
| 21. | 1 lutego    | 1986 | Oberhof      | Sprint na 10 km            | 3.     | 1       | 30:58,0    | +43,0   | Matthias Jacob    |
| 22. | 20 grudnia  | 1986 | Obertilliach | Sprint na 10 km            | 2.     | 1+2     | 36:14,7    | +17,6   | Roger Westling    |
| 23. | 15 stycznia | 1987 | Anterselva   | Bieg indywidualny na 20 km | 1.     | 0+1+1+0 | 1:02:57,5  | –       | –                 |
| 24. | 17 stycznia | 1987 | Anterselva   | Sprint na 10 km            | 2.     | 0+1     | 28:49,3    | +46,5   | Aleksandr Popow   |
| 25. | 12 lutego   | 1987 | Lake Placid  | Bieg indywidualny na 20 km | 1.     | 0+1+0+0 | 1:00:00,4  | –       | –                 |
| 26. | 14 lutego   | 1987 | Lake Placid  | Sprint na 10 km            | 1.     | 0+1     | 29:49,6    | –       | –                 |
| 27. | 12 marca    | 1987 | Lillehammer  | Bieg indywidualny na 20 km | 2.     | 0+0+0+1 | 54:44,2    | +11,6   | Matthias Jacob    |
| 28. | 14 marca    | 1987 | Lillehammer  | Sprint na 10 km            | 3.     | 0+0     | 26:02,0    | +21,8   | Peter Angerer     |
| 29. | 21 stycznia | 1988 | Anterselva   | Sprint na 10 km            | 1.     | 0+2     | 29:21,6    | –       | –                 |
| 30. | 20 lutego   | 1988 | Calgary      | Bieg indywidualny na 20 km | 1.     | 1+1+0+1 | 56:33,3    | –       | –                 |
| 31. | 23 lutego   | 1988 | Calgary      | Sprint na 10 km            | 1.     | 0+1     | 25:08,1    | –       | –                 |
| 32. | 12 marca    | 1988 | Oslo         | Sprint na 10 km            | 1.     | 0+0     | 28:10,6    | –       | –                 |
| 33. | 15 grudnia  | 1988 | Les Saisies  | Bieg indywidualny na 20 km | 3.     | 1+0+0+1 | 1:04:12,4  | +36,6   | Birk Anders       |
| 34. | 21 stycznia | 1989 | Borowec      | Sprint na 10 km            | 3.     | 0+2     | 25:40,8    | +47,4   | Birk Anders       |
| 35. | 26 stycznia | 1989 | Ruhpolding   | Bieg indywidualny na 20 km | 3.     | 0+1+0+1 | 54:24,5    | +53,9   | Siergiej Bułygin  |
| 36. | 28 stycznia | 1989 | Ruhpolding   | Sprint na 10 km            | 1.     | 0+0     | 26:44,8    | –       | –                 |
| 37. | 13 grudnia  | 1990 | Les Saisies  | Bieg indywidualny na 20 km | 3.     | 0+1+0+2 | 1:08:31,8  | +2:39,8 | Siergiej Czepikow |